# Evangeliar von Gelati

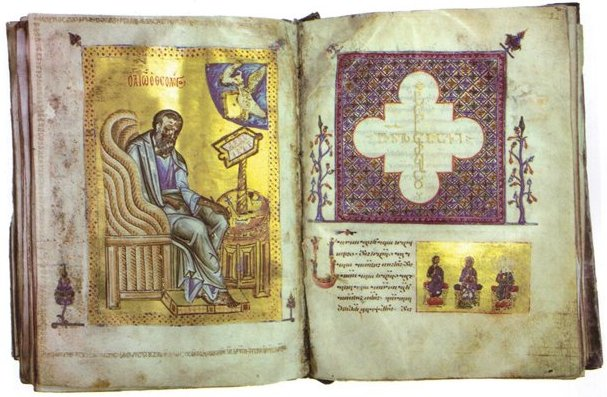
Evangeliar von Gelati

Evangeliar von Gelati (georgisch გელათის ოთხთავი oder georgisch გელათის სახარება, gɛlɑtʰɪs ɔtʰχtʰɑvɪ oder gɛlɑtʰɪs sɑχɑrɛbɑ) ist ein georgisches Manuskript aus dem 12. Jahrhundert. Es ist ein liturgisches Buch und enthält den Text der Evangelien. Es ist das erste Evangeliar, das auf der Redaktion des Textes von Giorgi Mtazmideli fußt. Dem Haupttext beigefügt sind die Abgarlegende und die georgischen und griechischen Erklärungen der Deklamations- und liturgischen Zeichen. 
Das Evangeliar ist auf speziell verarbeitetem Pergament geschrieben. Das Manuskript enthält 293 Blätter im Format 26 × 18,8 cm. Der Text ist in der georgischen Schrift Nuschuri (nʊsχʊrɪ) mit schwarzer, roter und goldener Tinte geschrieben. Das Evangeliar ragt durch seine Buchmalerei heraus. Es ist mit 254 Miniaturen und zahlreichen hochwertigen Initialen geschmückt. Bei jeder Miniatur wird großzügig Gold als Hintergrund benutzt. Alle vier Evangelien beginnen mit einer Miniatur des entsprechenden Evangelisten und dem Schmuck für den Titel. 
Heute wird das Evangeliar von Gelati im Georgischen Nationalen Zentrum für Manuskripte unter der Signatur Q-908 aufbewahrt.